# Whiteochloa cymbiformis
Whiteochloa cymbiformis är en gräsart som först beskrevs av Dorothy Kate Hughes, och fick sitt nu gällande namn av Bryan Kenneth Simon. Whiteochloa cymbiformis ingår i släktet Whiteochloa och familjen gräs. Inga underarter finns listade i Catalogue of Life.